# Frauen-Cricket-Nationalmannschaft der Vereinigten Staaten in Simbabwe in der Saison 2024/25
Die Tour der Frauen-Cricket-Nationalmannschaft der Vereinigten Staaten nach Simbabwe in der Saison 2024/25 fand vom 17. bis zum 28. Oktober 2024 statt. Die internationale Cricket-Tour war Bestandteil der internationalen Cricket-Saison 2024/25 und umfasste fünf WODIs. Simbabwe gewann die Serie mit 3−2.

## Vorgeschichte
Für beide Mannschaften war es die erste Tour der Saison und das erste Aufeinandertreffen bei einer bilateralen Tour.

## Stadion
Das folgende Stadion wurde für die Tour als Austragungsort vorgesehen.
| Stadion            | Stadt  | Kapazität | Spiele       |
| ------------------ | ------ | --------- | ------------ |
| Harare Sports Club | Harare | 10.000    | 1. – 5. WODI |

## Kaderlisten
Die Mannschaften gaben vor der Tour folgende Kader bekannt.
| WODI | WODI |
| Simbabwe | Vereinigte Staaten |
| --- | --- |
| - Josephine Nkomo (K) - Beloved Biza - Olinder Chare - Christabel Chatonzwa - Lindokuhle Mabhera - Tendai Makusha - Sharne Mayers - Audrey Mazvishaya - Chipo Mugeri-Tiripano - Modester Mupachikwa (wk) - Ashley Ndiraya - Runyararo Pasipanodya - Loryn Phiri - Nomvelo Sibanda - Adel Zimunu | - Aditiba Chudasama (K) - Anika Kolan (VK, wk) - Jivana Aras - Gargi Bhogle - Ella Claridge (wk) - Disha Dhingra - Saanvi Immadi - Geetika Kodali - Tara Norris - Chetna Pagydyala - Lekha Shetty - Ritu Singh - Sindhu Sriharsha (wk) - Sai Tanmayi Eyyunni - Isani Vaghela |

## Women’s One-Day Internationals

### Erstes WODI in Harare
| 17. Oktober Scorecard | Harare (HSC) | Vereinigte Staaten 152 (43.5)  | – | Simbabwe 154-5 (34.3) |
|                       |              | Simbabwe gewinnt mit 5 Wickets |   |                       |

Simbabwe gewann den Münzwurf und entschied sich als Feldmannschaft zu beginnen. Als Spielerin des Spiels wurde Beloved Biza ausgezeichnet.

### Zweites WODI in Harare
| 20. Oktober Scorecard | Harare (HSC) | Vereinigte Staaten 248 (49.4)  | – | Simbabwe 250-4 (48.3) |
|                       |              | Simbabwe gewinnt mit 6 Wickets |   |                       |

Simbabwe gewann den Münzwurf und entschied sich als Feldmannschaft zu beginnen. Als Spielerin des Spiels wurde Modester Mupachikwa ausgezeichnet.

### Drittes WODI in Harare
| 23. Oktober Scorecard | Harare (HSC) | Simbabwe 179 (48.4)                      | – | Vereinigte Staaten 182-6 (37.2) |
|                       |              | Vereinigte Staaten gewinnt mit 4 Wickets |   |                                 |

Die Vereinigten Staaten gewannen den Münzwurf und entschieden sich als Feldmannschaft zu beginnen. Als Spielerin des Spiels wurde Geetika Kodali ausgezeichnet.

### Viertes WODI in Harare
| 26. Oktober Scorecard | Harare (HSC) | Simbabwe 250-5 (50)                       | – | Vereinigte Staaten 100-3 (26.1/26.1) |
|                       |              | Simbabwe gewinnt mit 18 Runs (D/L method) |   |                                      |

Die Vereinigten Staaten gewannen den Münzwurf und entschieden sich als Feldmannschaft zu beginnen. Als Spielerin des Spiels wurde Ashley Ndiraya ausgezeichnet.

### Fünftes WODI in Harare
| 28. Oktober Scorecard | Harare (HSC) | Simbabwe 246-6 (50)                      | – | Vereinigte Staaten 249-3 (44.2) |
|                       |              | Vereinigte Staaten gewinnt mit 7 Wickets |   |                                 |

Die Vereinigten Staaten gewannen den Münzwurf und entschieden sich als Feldmannschaft zu beginnen. Als Spielerin des Spiels wurde Chetna Pagydyala ausgezeichnet.

## Auszeichnungen

### Player of the Series
Als Player of the Series wurde der folgende Spieler ausgezeichnet.
| Serie | Player of the Series |
| ----- | -------------------- |
| WODI  | Josephine Nkomo      |

### Player of the Match
Als Player of the Match wurden die folgenden Spielerinnen ausgezeichnet.
| Spiel   | Player of the Match |
| ------- | ------------------- |
| 1. WODI | Beloved Biza        |
| 2. WODI | Modester Mupachikwa |
| 3. WODI | Geetika Kodali      |
| 4. WODI | Ashley Ndiraya      |
| 5. WODI | Chetna Pagydyala    |